# Pteronotropis euryzonus
Pteronotropis euryzonus är en fiskart som först beskrevs av Suttkus, 1955.  Pteronotropis euryzonus ingår i släktet Pteronotropis och familjen karpfiskar. Inga underarter finns listade i Catalogue of Life.